# جيف فيشر (لاعب كرة قاعدة)
جيف فيشر (بالإنجليزية: Jeff Fischer)‏ هو لاعب كرة قاعدة أمريكي، ولد في 17 أغسطس 1963 في ويست بالم بيتش في الولايات المتحدة.

## وصلات خارجية
- جيف فيشر على موقعبيزبول رفرنس.كوم (الدوري الرئيسي) (الإنجليزية)
- جيف فيشر على موقعبيزبول رفرنس.كوم (الدوري الثانوي) (الإنجليزية)